# Dextromethorphan
Dextromethorphan (DXM hoặc DM) là một loại thuốc thường được sử dụng làm thuốc giảm ho trong các loại thuốc ho và cảm lạnh không kê đơn. Nó được bán ở dạng siro, viên nén, thuốc xịt và viên ngậm.
Đó là trong nhóm thuốc morphinan với các đặc tính an thần, phân ly và kích thích (ở liều thấp hơn). Ở dạng nguyên chất, dextromethorphan xuất hiện dưới dạng bột trắng.
DXM cũng được sử dụng giải trí. Khi vượt quá liều lượng được phê duyệt, dextromethorphan hoạt động như một thuốc gây mê phân ly. Nó có nhiều cơ chế hoạt động, bao gồm các hoạt động như một chất ức chế tái hấp thu serotonin không chọn lọc  và chất chủ vận thụ thể sigma-1. DXM và chất chuyển hóa chính của nó, dextrorphan, cũng hoạt động như một chất đối vận thụ thể NMDA ở liều cao, tạo ra các hiệu ứng tương tự, nhưng khác biệt với các trạng thái phân ly được tạo ra bởi các thuốc gây mê phân ly khác như ketamine và phencyclidine.
Nó được cấp bằng sáng chế vào năm 1949 và được chấp thuận cho sử dụng y tế vào năm 1953.

## Sử dụng trong y tế

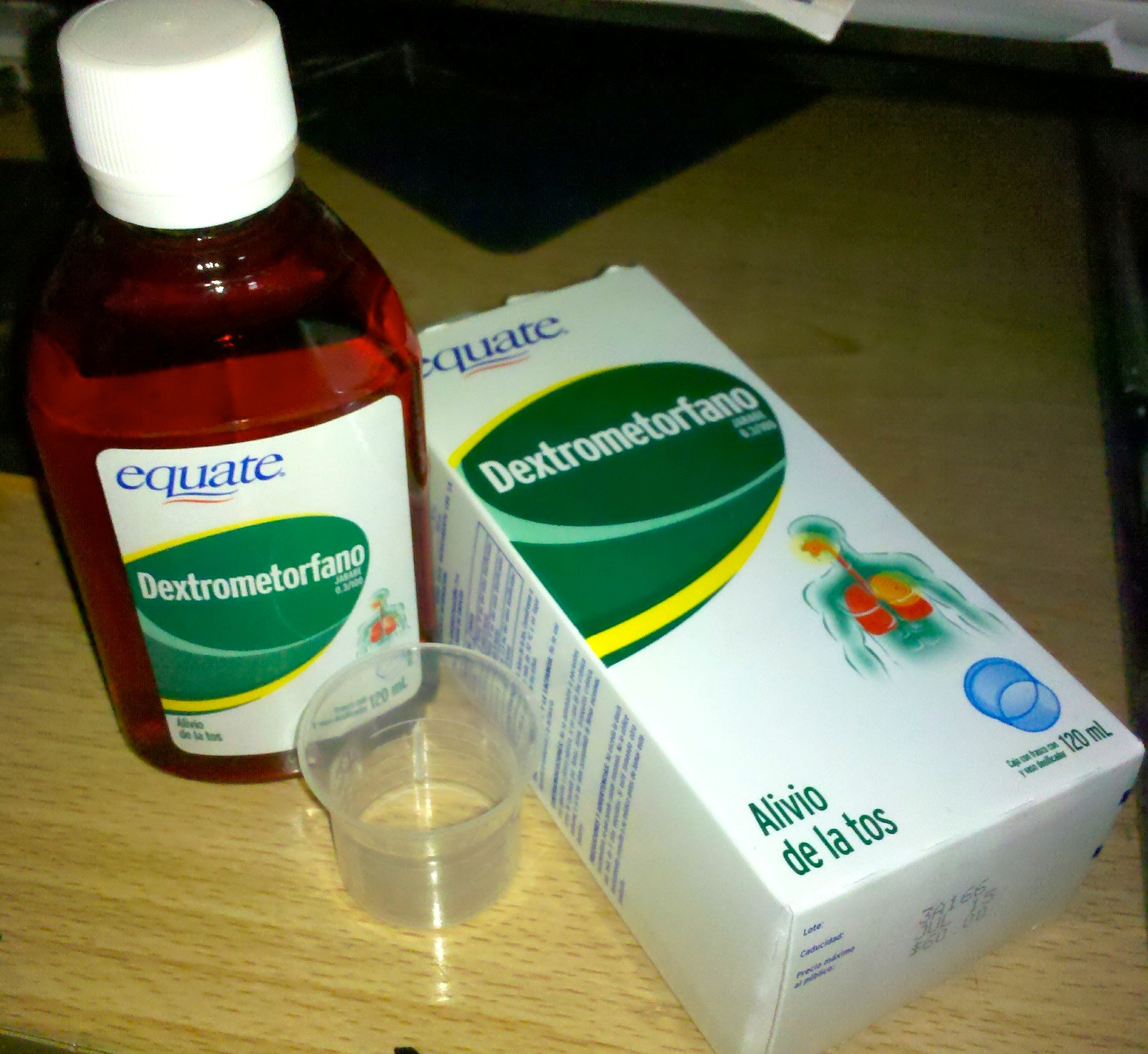
Chung siro ho dextromethorphan.

### Ức chế ho
Việc sử dụng chính của dextromethorphan là thuốc giảm ho, để giảm ho tạm thời do viêm họng và kích thích phế quản (như thường đi kèm với cúm và cảm lạnh thông thường), cũng như những tác nhân gây ra do kích thích hạt hít vào. Tuy nhiên, các nghiên cứu có kiểm soát đã tìm thấy hiệu quả triệu chứng của dextromethorphan tương tự như giả dược.

### Rối loạn thần kinh
Năm 2010, FDA đã phê duyệt thuốc kết hợp dextromethorphan / quinidine để điều trị pseudobulbar ảnh hưởng (cười / khóc không kiểm soát được). Dextromethorphan là tác nhân trị liệu thực tế trong sự kết hợp; quinidine chỉ phục vụ để ức chế sự phân hủy enzyme của dextromethorphan và do đó làm tăng nồng độ lưu hành của nó thông qua sự ức chế CYP2D6.
Vào năm 2013, một thử nghiệm lâm sàng ngẫu nhiên đã được tiến hành tại Đại học Khoa học Y khoa Tabriz ở Iran, chỉ ra dextromethorphan có thể giúp giảm bớt sự khó chịu chung và thời gian của các triệu chứng cai nghiện liên quan đến rối loạn sử dụng opioid. Khi kết hợp với clonidine, dextromethorphan đã giảm tổng thời gian cần thiết cho các triệu chứng cai thuốc lên đến đỉnh điểm trong 24 giờ đồng thời cũng làm giảm mức độ nghiêm trọng của các triệu chứng so với Clonidine đơn thuần.
Năm 2016, ASA đã công bố một nghiên cứu đầy hứa hẹn với sự kết hợp của dextromethorphan với pregabalin, acetaminophen và naproxen cho thấy giảm cường độ đau sau phẫu thuật (giảm đau trước phẫu thuật).

## Chống chỉ định
Bởi vì dextromethorphan có thể kích hoạt một histamine phát hành (dị ứng), dị ứng trẻ em, những người đặc biệt nhạy cảm với các phản ứng dị ứng, nên được dùng dextromethorphan chỉ khi thực sự cần thiết, và chỉ có dưới sự giám sát nghiêm ngặt của một chuyên gia chăm sóc sức khỏe.

## Tác dụng phụ
Tác dụng phụ của dextromethorphan ở liều điều trị thông thường có thể bao gồm:
- cơ thể phát ban / ngứa (xem bên dưới)
- buồn nôn
- nôn
- buồn ngủ
- chóng mặt
- táo bón
- bệnh tiêu chảy
- an thần
- sự nhầm lẫn
- hồi hộp
- ảo giác nhắm mắt

 Một tác dụng phụ hiếm gặp là ức chế hô hấp.

### Độc tính thần kinh
Dextromethorphan đã được cho là gây ra tổn thương của Olney khi tiêm tĩnh mạch; tuy nhiên, điều này sau đó đã được chứng minh là không có kết luận, do thiếu nghiên cứu về con người. Các thử nghiệm đã được thực hiện trên chuột, cho chúng 50   mg hoặc nhiều hơn mỗi ngày trong một tháng. Những thay đổi về độc tính thần kinh, bao gồm cả không bào, đã được quan sát thấy ở vỏ sau và vỏ võng mạc của chuột dùng thuốc đối vận thụ thể NMDA khác như PCP, nhưng không phải với dextromethorphan.

### Phụ thuộc và cai thuốc
Trong nhiều trường hợp được ghi nhận, dextromethorphan đã tạo ra sự phụ thuộc tâm lý ở những người sử dụng nó để giải trí. Tuy nhiên, nó không tạo ra nghiện vật lý, theo Ủy ban phụ thuộc về thuốc của WHO. Nó được coi là ít gây nghiện hơn so với các thuốc giảm ho dạng thuốc phiện yếu thông thường khác, codein.  Vì dextromethorphan cũng hoạt động như một chất ức chế tái hấp thu serotonin, người dùng mô tả rằng sử dụng giải trí thường xuyên trong một thời gian dài có thể gây ra các triệu chứng cai tương tự như hội chứng ngừng thuốc chống trầm cảm. Ngoài ra, rối loạn đã được báo cáo trong giấc ngủ, giác quan, chuyển động, tâm trạng và suy nghĩ.

## Quá liều
Tác dụng bất lợi của dextromethorphan khi dùng quá liều ở liều 3 đến 10   lần liều điều trị được đề nghị:     
- hưng phấn
- tăng năng lượng
- tăng sự tự tin
- nhẹ buồn nôn
- bồn chồn
- mất ngủ
- nói nhanh
- cảm giác tăng sức mạnh
- giãn đồng tử
- mắt kính
- chóng mặt

 Ở liều 15 đến 75   lần liều điều trị được đề nghị:     
- ảo giác
- phân ly
- nôn
- mờ mắt
- nhìn đôi
- đôi mắt đỏ ngầu
- giãn đồng tử
- đổ mồ hôi
- sốt
- bruxia (nghiến răng)
- huyết áp thấp
- tăng huyết áp
- nhịp tim nhanh
- hô hấp nông
- bệnh tiêu chảy
- bí tiểu
- co thắt cơ bắp
- an thần
- hưng phấn
- dị cảm
- mất điện
- mất thị lực
- không có khả năng tập trung mắt
- phát ban da
- ngứa dữ dội

## Tương tác
Không nên dùng dextromethorphan với các chất ức chế monoamin oxydase (MAOIs)  do khả năng mắc hội chứng serotonin, một tình trạng có khả năng đe dọa đến tính mạng có thể xảy ra nhanh chóng, do sự tích tụ quá nhiều serotonin trong cơ thể.
Cần thận trọng khi dùng dextromethorphan khi uống nước bưởi hoặc ăn bưởi, vì các hợp chất trong bưởi ảnh hưởng đến một số loại thuốc, bao gồm dextromethorphan, thông qua sự ức chế của hệ thống cytochrom p450 trong gan và có thể dẫn đến sự tích lũy quá mức. Nước ép bưởi và bưởi (đặc biệt là nước ép bưởi trắng, nhưng cũng bao gồm các loại trái cây khác như cam bergamot và vôi, cũng như một số loại trái cây không có vỏ ) thường được khuyến cáo nên tránh trong khi sử dụng dextromethorphan và nhiều loại thuốc khác.

## Dược lý

### Dược lực học
| Site | DXM                                    | DXO                 | Species   | Ref           |
| --- | -------------------------------------- | ------------------- | --------- | ------------- |
| <abbr about="#mwt82" data-mw="{&quot;parts&quot;:[{&quot;template&quot;:{&quot;target&quot;:{&quot;wt&quot;:&quot;abbr&quot;,&quot;href&quot;:&quot;./Template:Abbr&quot;},&quot;params&quot;:{&quot;1&quot;:{&quot;wt&quot;:&quot;NMDAR&quot;},&quot;2&quot;:{&quot;wt&quot;:&quot;N-Methyl-D-aspartate receptor&quot;}},&quot;i&quot;:0}}]}" data-ve-no-generated-contents="true" id="mwuA" title="N-Methyl-D-aspartate receptor" typeof="mw:Transclusion mw:ExpandedAttrs">NMDAR</abbr><br id="mwuQ"><br>(MK-801) | 2,120–8,945                            | 486–906             | Rat       | [ 20 ]        |
| σ<sub id="mwxw">1</sub> | 142–652                                | 118–481             | Rat       | [ 20 ]        |
| σ<sub id="mw1A">2</sub> | 11,060–22,864                          | 11,325–15,582       | Rat       | [ 20 ]        |
| MOR | 1,280 ND                               | 420 >1,000          | Rat Human | [ 20 ] [ 23 ] |
| DOR | 11,500                                 | 34,700              | Rat       | [ 20 ]        |
| KOR | 7,000                                  | 5,950               | Rat       | [ 20 ]        |
| SERT | 23–40                                  | 401–484             | Rat       | [ 20 ]        |
| NET | ≥240                                   | ≥340                | Rat       | [ 20 ]        |
| DAT | >1,000                                 | >1,000              | Rat       | [ 20 ]        |
| 5-HT<sub id="mwASo">1A</sub> | >1,000                                 | >1,000              | Rat       | [ 20 ]        |
| 5-HT<sub id="mwATU">1B</sub>/<sub id="mwATg">1D</sub> | 61% at 1 μM                            | 54% at 1 μM         | Rat       | [ 20 ]        |
| 5-HT<sub id="mwAUc">2A</sub> | >1,000                                 | >1,000              | Rat       | [ 20 ]        |
| α<sub id="mwAVE">1</sub> | >1,000                                 | >1,000              | Rat       | [ 20 ]        |
| α<sub id="mwAVw">2</sub> | 60% at 1 μM                            | >1,000              | Rat       | [ 20 ]        |
| β | >1,000                                 | 35% at 1 μM         | Rat       | [ 20 ]        |
| D<sub id="mwAXQ">2</sub> | >1,000                                 | >1,000              | Rat       | [ 20 ]        |
| H<sub id="mwAX8">1</sub> | >1,000                                 | 95% at 1 μM         | Rat       | [ 20 ]        |
| mAChRs | >1,000                                 | 100% at 1 μM        | Rat       | [ 20 ]        |
| nAChRs | 700–8,900 (IC<sub id="mwAaE">50</sub>) | 1,300–29,600 (IC50) | Rat       | [ 20 ]        |
| VDSCs | >50,000 (IC50)                         | ND                  | Rat       | [ 24 ] [ 25 ] |
| Values are Ki (nM), unless otherwise noted. The smaller the value, the more strongly the drug binds to the site. |                                        |                     |           |               |

Dextromethorphan đã được tìm thấy để sở hữu các hành động sau (<1 μM) sử dụng mô chuột:
- Chất đối vận không cạnh tranh của thụ thể NMDA thông qua trang MK-801 / PCP [26]
- Chất chủ vận thụ thể Sigma σ <sub id="mwAc0">1</sub>
- Thuốc chủ vận thụ thể io-Opioid
- Thuốc chẹn SERT và NET (ví dụ, serotonin-norepinephrine tái hấp thu chất ức chế)
- Điều chế allosteric âm tính của thụ thể acetylcholine nicotinic
- Ligand của serotonin 5-HT1B / 1D, histamine H1, alpha 2 -adrenergic, và thụ thể acetylcholine muscarinic

Thay vì hoạt động như một chất đối kháng thụ thể NMDA trực tiếp, dextromethorphan hoạt động như một tiền chất của chất chuyển hóa mạnh hơn nhiều dextrorphan, và đây là chất trung gian thực sự của các hiệu ứng phân ly. Vai trò nào, nếu có, (+) - 3-methoxymorphinan, chất chuyển hóa chính khác của dextromethorphan, đóng vai trò không hoàn toàn rõ ràng.

### Dược động học
Sau khi uống, dextromethorphan được hấp thu nhanh qua đường tiêu hóa, nơi nó xâm nhập vào máu và vượt qua hàng rào máu não.
Ở liều điều trị, dextromethorphan hoạt động tập trung (có nghĩa là nó tác động lên não) trái ngược với cục bộ (trên đường hô hấp). Nó nâng ngưỡng ho, mà không ức chế hoạt động đường mật. Dextromethorphan được hấp thu nhanh qua đường tiêu hóa và được chuyển hóa thành chất chuyển hóa hoạt động dextrorphan trong gan nhờ enzyme cytochrom P450 CYP2D6. Liều trung bình cần thiết cho liệu pháp chống ho hiệu quả là từ 10 đến 45   mg, tùy thuộc vào từng cá nhân. Hiệp hội Nghiên cứu Ho Quốc tế khuyến cáo "một liều thuốc đầu tiên đầy đủ là 60 mg ở người lớn và liều lặp lại nên không thường xuyên thay vì qds được khuyến nghị." 
DXM có chu kỳ bán rã khoảng 4   giờ ở những cá nhân có kiểu hình chuyển hóa rộng rãi; con số này tăng lên khoảng 13   giờ khi DXM được dùng kết hợp với quinidine. Thời gian tác dụng sau khi uống là khoảng ba đến tám giờ đối với dextromethorphan hydrobromide và 10 đến 12 giờ đối với dextromethorphan polistirex. Khoảng một phần mười dân số da trắng có ít hoặc không có hoạt động enzyme CYP2D6, dẫn đến nồng độ thuốc cao kéo dài.

#### Chuyển hóa

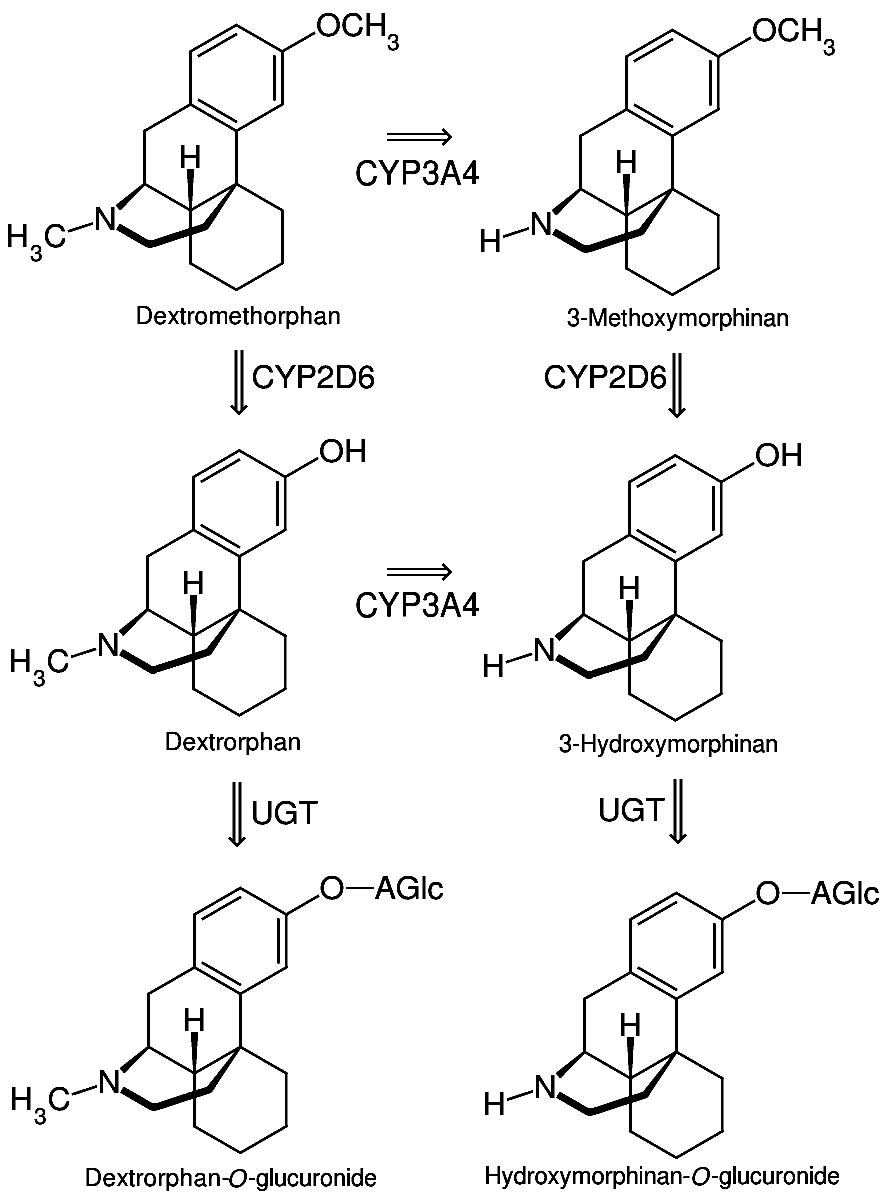
Con đường chuyển hóa chính cho sự thoái hóa DXM được xúc tác bởi cytochrom P450 monooxygenase (CYP3A4 và CYP2D6) và UDP-glucuronosyl-transferase (UGT).

Lần đầu tiên đi qua tĩnh mạch cửa gan dẫn đến một số thuốc được chuyển hóa bởi O-demethylation thành một chất chuyển hóa hoạt động của dextromethorphan được gọi là dextrorphan (DXO). DXO là dẫn xuất 3-hydroxy của dextromethorphan. Hoạt động trị liệu của dextromethorphan được cho là do cả thuốc và chất chuyển hóa này gây ra. Dextromethorphan cũng trải qua N-demethylation (thành 3-methoxymorphinan hoặc MEM), và liên hợp một phần với axit glucuronic và ion sunfat. Vài giờ sau khi điều trị bằng dextromethorphan, (ở người) các chất chuyển hóa (+) - 3-hydroxy-N-methylmorphinan, (+) - 3-morphinan và dấu vết của thuốc không thay đổi có thể phát hiện được trong nước tiểu.
Một chất xúc tác chuyển hóa chính có liên quan là enzyme cytochrom P450 được gọi là 2D6, hoặc CYP2D6. Một phần đáng kể của dân số bị thiếu hụt chức năng của enzyme này và được gọi là chất chuyển hóa CYP2D6 kém. O-demethylation DXM thành DXO đóng góp ít nhất 80% DXO được hình thành trong quá trình chuyển hóa DXM. Vì CYP2D6 là một con đường trao đổi chất chính trong việc bất hoạt dextromethorphan, thời gian tác dụng và tác dụng của dextromethorphan có thể tăng gấp ba lần trong các chất chuyển hóa kém như vậy. Trong một nghiên cứu trên 252 người Mỹ, 84,3% được phát hiện là chất chuyển hóa "nhanh" (rộng rãi), 6,8% là chất chuyển hóa "trung gian" và 8,8% là chất chuyển hóa "chậm" của DXM. Một số alen cho CYP2D6 đã được biết đến, bao gồm một số biến thể hoàn toàn không hoạt động. Sự phân bố các alen không đồng đều giữa các nhóm dân tộc.
Một số lượng lớn các loại thuốc là chất ức chế mạnh CYP2D6. Một số loại thuốc được biết là ức chế CYP2D6 bao gồm một số SSRI và thuốc chống trầm cảm ba vòng nhất định, một số thuốc chống loạn thần và thuốc chống dị ứng diphnhydramine thường có sẵn. Do đó, tiềm năng tương tác tồn tại giữa dextromethorphan và các thuốc ức chế enzyme này, đặc biệt là trong các chất chuyển hóa chậm.
DXM cũng được chuyển hóa bởi CYP3A4. N-demethylation chủ yếu được thực hiện bởi CYP3A4, đóng góp vào ít nhất 90% MEM được hình thành như một chất chuyển hóa chính của DXM.
Một số enzyme CYP khác được coi là con đường nhỏ của quá trình chuyển hóa DXM. CYP2B6 thực sự hiệu quả hơn CYP3A4 khi khử N của DXM, nhưng, vì một cá nhân trung bình có hàm lượng CYP2B6 thấp hơn nhiều so với CYP3A4, hầu hết việc khử N của DXM được xúc tác bởi CYP3A4.

## Hóa học
Dextromethorphan là chất đối vận dextrorotatory của levomethorphan, là methyl ether của levorphanol, cả hai thuốc giảm đau opioid. Nó được đặt tên theo các quy tắc của IUPAC là (+) - 3-methoxy-17-methyl-9α, 13α, 14α- morphinan. Là dạng nguyên chất của nó, dextromethorphan xảy ra dưới dạng bột trắng đục, không mùi. Nó tự do hòa tan trong cloroform và không hòa tan trong nước; muối hydrobromide tan trong nước tới 1,5 g / 100 mL ở 25   °C. Dextromethorphan thường có sẵn dưới dạng muối hydrobromide đơn chất, tuy nhiên một số công thức giải phóng kéo dài mới hơn có chứa dextromethorphan liên kết với nhựa trao đổi ion dựa trên axit sunfurystren. Vòng quay cụ thể của Dextromethorphan trong nước là + 27,6 ° (20   °C, Natri D-line).

## Lịch sử
Các hợp chất racemic gốc racemorphan được mô tả đầu tiên trong một ứng dụng bằng sáng chế Thụy Sĩ và Mỹ từ Hoffmann-La Roche vào năm 1946 và 1947, tương ứng; một bằng sáng chế đã được cấp vào năm 1950. Một độ phân giải của hai chất đồng phân của racemorphan với axit tartaric đã được công bố vào năm 1952, và DXM đã được thử nghiệm thành công vào năm 1954 như một phần của nghiên cứu do Hải quân Hoa Kỳ và CIA thực hiện về các chất thay thế không gây nghiện cho codein. DXM đã được FDA chấp thuận vào năm 1958 dưới dạng thuốc chống nôn không kê đơn. Như đã được hy vọng ban đầu, DXM là một giải pháp cho một số vấn đề liên quan đến việc sử dụng codein phosphate như một chất ức chế ho, như thuốc an thần và thuốc phiện, nhưng giống như thuốc gây mê phân ly phencyclidine và ketamine, DXM sau đó đã được sử dụng.
Trong những năm 1960 và 1970, dextromethorphan đã có sẵn ở dạng máy tính bảng không cần kê đơn của thương hiệu Romilar. Năm 1973, Romilar đã được đưa ra khỏi kệ sau khi bùng nổ doanh số vì thường xuyên bị lạm dụng. Vài năm sau, các sản phẩm có mùi vị khó chịu đã được giới thiệu (như Robitussin, Vicks-44 và Dextrotussion), nhưng sau đó, các nhà sản xuất tương tự đã bắt đầu sản xuất các sản phẩm có hương vị tốt hơn. Sự ra đời của truy cập internet rộng rãi vào những năm 1990 cho phép người dùng phổ biến nhanh chóng thông tin về DXM và các nhóm thảo luận trực tuyến được hình thành xung quanh việc sử dụng và mua lại thuốc. Đầu năm 1996, bột DXM HBr có thể được mua với số lượng lớn từ các nhà bán lẻ trực tuyến, cho phép người dùng tránh tiêu thụ DXM trong các chế phẩm xi-rô. Kể từ ngày 1 tháng 1 năm 2012, dextromethorphan bị cấm bán cho trẻ vị thành niên ở Tiểu bang California và Tiểu bang Oregon kể từ ngày 1 tháng 1 năm 2018, ngoại trừ theo toa của bác sĩ. Một số tiểu bang khác cũng đã bắt đầu điều chỉnh việc bán dextromethorphan cho trẻ vị thành niên.
Tại Indonesia, Cơ quan kiểm soát thực phẩm và dược phẩm quốc gia (BPOM-RI) đã cấm bán thuốc dextromethorphan một thành phần có hoặc không có đơn thuốc. Indonesia là quốc gia duy nhất trên thế giới biến dextromethorphan thành phần bất hợp pháp ngay cả khi kê đơn  và những người vi phạm có thể bị truy tố bởi pháp luật. Cơ quan chống ma túy quốc gia (BNN RI) thậm chí còn đe dọa sẽ thu hồi giấy phép của các nhà thuốc và cửa hàng thuốc nếu họ vẫn còn tồn kho dextromethorphan và sẽ thông báo cho cảnh sát để truy tố hình sự. Do quy định này, 130 loại thuốc đã bị rút khỏi thị trường, nhưng các loại thuốc có chứa dextromethorphan đa thành phần có thể được bán qua quầy. Trong thông cáo báo chí chính thức của mình, BPOM-RI cũng tuyên bố rằng dextromethorphan thường được sử dụng thay thế cho cần sa, amphetamine và heroin bởi những kẻ lạm dụng ma túy, và việc sử dụng nó như một chất chống hoành hành ngày nay ít có lợi hơn.

## Xã hội và văn hoá

### Tiếp thị
Nó có thể được sử dụng trong chung nhãn và cửa hàng nhãn hiệu, Benylin DM, Mucinex DM, Camydex-20 viên nén, Robitussin, Nyquil, Dimetapp, Vicks, Coricidin, Delsym, TheraFlu, Charcoal D, Cinfatós và những tên khác. Nó đã được sử dụng trong thuốc giả.

### Sử dụng giải trí

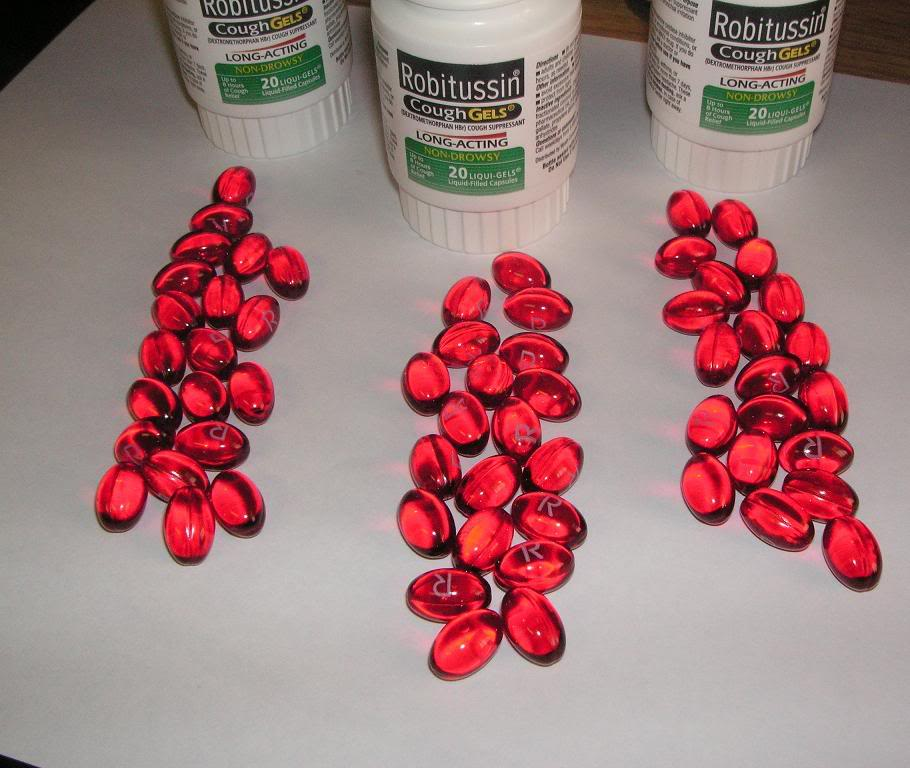
Viên nang gel Dextromethorphan

Các chế phẩm không kê đơn có chứa dextromethorphan đã được sử dụng trong cách cư xử không phù hợp với nhãn của họ, thường là một loại thuốc giải trí. Ở liều cao hơn nhiều so với khuyến cáo về mặt y tế, DXM và chất chuyển hóa chính của nó, dextrorphan, hoạt động như một chất đối vận thụ thể NMDA, tạo ra trạng thái ảo giác phân ly có phần giống với ketamine và phencyclidine. Cùng với các loại thuốc khác như ketamine hoặc phencyclidine, còn được gọi là PCP, có một tên đường cho các chất truyền dextromethorphan còn được gọi là "Thiên thần".     Nó có thể tạo ra sự biến dạng của lĩnh vực thị giác - cảm giác phân ly, nhận thức cơ thể bị bóp méo, hưng phấn và mất cảm giác về thời gian. Một số người dùng báo cáo hưng phấn giống như chất kích thích, đặc biệt là trong phản ứng với âm nhạc. Dextromethorphan thường cung cấp các hiệu ứng giải trí của nó theo kiểu phi tuyến tính, do đó chúng được trải nghiệm trong các giai đoạn khác nhau đáng kể. Các giai đoạn này thường được gọi là "cao nguyên". Các cao nguyên này được dán nhãn từ một đến bốn, một là thấp nhất và như vậy. Mỗi cao nguyên được cho là đi kèm với các hiệu ứng và kinh nghiệm liên quan khác nhau. Thanh thiếu niên có xu hướng sử dụng các loại thuốc liên quan đến dextromethorphan cao hơn vì chúng dễ tiếp cận hơn và là cách dễ dàng hơn để đối phó với các rối loạn tâm thần.

## Nghiên cứu
Dextromethorphan / quinidine cũng đang được điều tra để điều trị một loạt các tình trạng thần kinh và thần kinh khác ngoài pseudobulbar ảnh hưởng, chẳng hạn như kích động liên quan đến bệnh Alzheimer và rối loạn trầm cảm nặng.